# Inland Kaikoura Range
Die Inland Kaikoura Range ist eine Gebirgskette im Nordosten der Südinsel von Neuseeland.

## Geographie
Die Inland Kaikoura Range liegt in einer Südwest-Nordost-Ausrichtung zwischen den Flüssen Dillon River im Südwesten und Awatere River im Nordwesten, dem Waima River im Nordosten und Waiau Toa / Clarence River im Südosten und zur südwestlichen Hälfte im Marlborough District und zur nordöstlichen Hälfte je zur Hälfte im Kaikoura District der Region Canterbury und im Marlborough District. Die Distriktgrenze verläuft hier auf dem Kamm der Gebirgskette. Die Inland Kaikoura Range hat eine Längenausdehnung von rund 90 km, wobei die einzelnen Gebirgskämme und -täler zumeist quer zur Längsachse der Gebirgskette ausgerichtet sind. Die Breite variiert zwischen 12 km und bis zu 16 km.
Der höchste Berg der Inland Kaikoura Range ist der Tapuae-o-Uenuku mit einer Höhe von 2885 m. Insgesamt liegen acht weitere Berggipfel über der 2000er-Marke, von Südwest nach Nordost: der Dillon Cone mit 2173 m, der Saint Bernhard mit 2256 m, der Mount Major mit 2269 m, der Mount Union mit 2295 m, der Mount Symons mit 2408 m, der Mitre Peak mit 2621 m, der Mount Alarm mit 2877 m und Crows Nest mit 2449 m.
An der Südwestflanke der Inland Kaikoura Range fließen neben den Gloster River, Tweed River und dem Bluff River zahlreiche Streams in den Waiau Toa / Clarence River, nicht groß genug um benannt zu werden. An der Nordwestseite zum Awatere River hin, fließen neben ebenso zahlreichen Streams die Flüsse, Dane River, Kowhai River, Tone River, George River, Winterton River, Hodder River, Jordan River und Medway River direkt oder als Nebenfluss in den Awatere River.

## Geologie
Das Basisgestein des Nordens von Canterbury und der Osten des Marlborough District, in dem sich die beiden Gebirgszüge Inland Kaikoura Range und Seaward Kaikoura Range befinden, besteht aus hartem Sandstein und blätterigem dunklen Sedimentgestein, der Grauwacke und Tonstein, die mit Streifen von vulkanischem Gestein durchzogen sind. Dieses Basisgestein stammen aus dem Trias und der frühen Kreidezeit und ist somit zwischen rund 100 und 250 Millionen Jahre alt. Das Gestein ist überdeckt mit jüngerem Sedimentgestein, inklusive Streifen von Kohleschichten, Quarzsanden, Kalkstein, maritimen Mudstone, der ins deutsche übersetzt als Tonstein bezeichnet würde, und kieshaltigen Gemischen. Das Alter des Deckgesteins liegt zwischen 1 und 85 Millionen Jahren.
Die Inland Kaikoura Range sind durchzogen von geologischen Verwerfungen. Die Auffaltungen des Gesteins und der damit verbundenen Gebirgsbildung hat Teile des Deckgesteins durch Erosion entfernt und das Basisgestein in den schroffen aufragenden Felsen freigelegt. Das Deckgestein ist noch an den Flanken des Gebirgszuges zu erkennen.
Einige Verwerfungen im Bereich der Inland Kaikoura Range sind bekannt, andere werden vermutet. Die bekannteste Verwerfung hier ist die Clarence Fault, die an der Südostseite, in den unteren Hanglagen sich entlang der Gebirgskette erstreckt. Eine weitere bekannten Verwerfung in dem Gebiet ist die Awatere Fault, die sich im Tal des Awatere Rivers allerdings an der Südostflanke der gegenüberliegenden Gebirgskette nach Nordosten erstreckt.

## Schutzgebiete
Ein kleiner Teil der Inland Kaikoura Range (Teil der nordöstlichen Flanke) wurde 1993 zusammen mit den Seaward Kaikoura Range vom Forest Heritage Fund gekauft und 2008 als Ka Whata Tu o Rakihouia Conservation Park unter Schutz gestellt. Der Park wird seitdem vom Department of Conservation verwaltet. Der Park hat eine Größe von 881 km2.